# Giro de Italia 1934
La 22.ª edición del Giro de Italia se disputó entre el 19 de mayo y el 10 de junio de 1934, con un recorrido de 17 etapas y 3706 km, que el vencedor completó a una velocidad media de 30,548 km/h. La carrera comenzó y terminó en Milán.
Tomaron la salida 105 participantes, de los cuales 52 terminaron la carrera. 
Learco Guerra, vencedor de diez etapas, logró su primera y única victoria en el Giro de Italia. A pesar del apabullante número de triunfos parciales, Guerra sufrió grandes apuros para alzarse con la victoria final, fundamentalmente en etapas de montaña como la 8.ª y la 13.ª, en las que llegó a perder la maglia rosa. Finalmente, derrotó a Francesco Camusso por un margen inferior al minuto de ventaja. Giovanni Cazzulani fue tercero. Remo Bertoni venció en la clasificación de la montaña.

## Etapas
| Etapa      | Fecha     | Recorrido                    | type                    | Distancia (km) | Ganador            | Líder             |
| ---------- | --------- | ---------------------------- | ----------------------- | -------------- | ------------------ | ----------------- |
| 1.ª etapa  | 19 de may | Milán – Turín                | etapa llana             | 169,2          | Francesco Camusso  | Francesco Camusso |
| 2.ª etapa  | 20 de may | Turín – Génova               | etapa de montaña        | 206,5          | Learco Guerra      | Francesco Camusso |
| 3.ª etapa  | 22 de may | Génova – Livorno             | etapa de montaña        | 220,5          | Learco Guerra      | Francesco Camusso |
| 4.ª etapa  | 23 de may | Livorno – Pisa               | contrarreloj individual | 45             | Learco Guerra      | Learco Guerra     |
| 5.ª etapa  | 24 de may | Pisa – Roma                  | etapa de montaña        | 333            | Learco Guerra      | Learco Guerra     |
| 6.ª etapa  | 26 de may | Roma – Nápoles               | etapa llana             | 228            | Learco Guerra      | Learco Guerra     |
| 7.ª etapa  | 27 de may | Nápoles – Bari               | etapa de montaña        | 339            | Adriano Vignoli    | Learco Guerra     |
| 8.ª etapa  | 29 de may | Bari – Campobasso            | etapa de montaña        | 245            | Félicien Vervaecke | Giuseppe Olmo     |
| 9.ª etapa  | 30 de may | Campobasso – Teramo          | etapa de montaña        | 283            | Learco Guerra      | Learco Guerra     |
| 10.ª etapa | 31 de may | Teramo – Ancona              | etapa de montaña        | 214            | Learco Guerra      | Learco Guerra     |
| 11.ª etapa | 2 de jun  | Ancona – Rímini              | etapa llana             | 213            | Learco Guerra      | Learco Guerra     |
| 12.ª etapa | 3 de jun  | Rímini – Florencia           | etapa de montaña        | 176,5          | Learco Guerra      | Learco Guerra     |
| 13.ª etapa | 4 de jun  | Florencia – Bolonia          | etapa de montaña        | 120            | Giuseppe Olmo      | Francesco Camusso |
| 14.ª etapa | 6 de jun  | Bolonia – Ferrara            | contrarreloj individual | 59             | Learco Guerra      | Learco Guerra     |
| 15.ª etapa | 7 de jun  | Ferrara – Trieste            | etapa llana             | 273            | Fabio Battesini    | Learco Guerra     |
| 16.ª etapa | 8 de jun  | Trieste – Bassano del Grappa | etapa de montaña        | 273            | Giuseppe Olmo      | Learco Guerra     |
| 17.ª etapa | 10 de jun | Bassano del Grappa – Milán   | etapa de montaña        | 315            | Giuseppe Olmo      | Learco Guerra     |

## Clasificaciones
| \| 1. \| Learco Guerra \| Italia \| 121:17:17 \| \| 2. \| Francesco Camusso \| Italia \| + 51 segundos \| \| 3. \| Giovanni Cazzulani \| Italia \| + 4:59 \| \| 4. \| Giuseppe Olmo \| Italia \| + 5:39 \| \| 5. \| Giovanni Gotti \| Italia \| + 8:01 \| \| 6. \| Remo Bertoni \| Italia \| + 15:30 \| \| 7. \| Domenico Piemontesi \| Italia \| + 15:30 \| \| 8. \| Adriano Vignoli \| Italia \| + 24:46 \| \| 9. \| Luigi Giaccobe \| Italia \| + 25:58 \| \| 10. \| Luigi Barral \| Italia \| + 33:18 \| |                     |        |               |
| 1. | Learco Guerra       | Italia | 121:17:17     |
| 2. | Francesco Camusso   | Italia | + 51 segundos |
| 3. | Giovanni Cazzulani  | Italia | + 4:59        |
| 4. | Giuseppe Olmo       | Italia | + 5:39        |
| 5. | Giovanni Gotti      | Italia | + 8:01        |
| 6. | Remo Bertoni        | Italia | + 15:30       |
| 7. | Domenico Piemontesi | Italia | + 15:30       |
| 8. | Adriano Vignoli     | Italia | + 24:46       |
| 9. | Luigi Giaccobe      | Italia | + 25:58       |
| 10. | Luigi Barral        | Italia | + 33:18       |

| \| 1. \| Remo Bertoni \| Italia \| - \| \| 2. \| Luigi Barral \| Italia \| - \| \| 3. \| Félicien Vervaecke \| Bélgica \| - \| |                    |         |   |
| 1. | Remo Bertoni       | Italia  | - |
| 2. | Luigi Barral       | Italia  | - |
| 3. | Félicien Vervaecke | Bélgica | - |

| \| 1. \| Gloria \| Italia \| GLO \| - \| |        |        |     |   |
| 1.                                       | Gloria | Italia | GLO | - |